# Auria van Navarra
Auria (Oria) van Navarra trouwde, vermoedelijk in 845, met de latere koning Fortún Garcés van het koninkrijk Navarra.
Verder is van haar afkomst niets bekend.
Zij werd moeder van:
Ínigo Fortúnez
Aznar Fortún van Pamplona
Blasco Fortún van Pamplona
Lope Fortún van Pamplona
Oneca Fortúnez, eerst getrouwd met Abdullah ibn Mohammed, emir van Córdoba, en hertrouwd met haar neef Aznar Sanchez van Larraun, en werd de moeder van Toda Aznar en Sancha Aznar, die beiden koningin van Navarra zouden worden.
Volgens sommige bronnen stierf haar echtgenoot Fortún Garcés in het klooster van San Salvador de Leyre in 906. Verondersteld kan worden dat zij (als ze nog in leven was) ook hier haar laatste levensjaren heeft door gebracht.